# Gare de Charbonnières-les-Bains
La gare de Charbonnières-les-Bains est une gare ferroviaire française située sur la commune de Charbonnières-les-Bains dans la métropole de Lyon et la région Auvergne-Rhône-Alpes.

## Situation ferroviaire

La Gare du Méridien est située entre la Gare du Méridien et la Gare de Casino-Lacroix-Laval sur la ligne du Tram-train de l'Ouest Lyonnais, ancienne ligne Mangini de Lyon Saint Paul à Montbrison.

## Service voyageurs

### Accueil
Gare SNCF, elle dispose d'un bâtiment voyageurs avec un guichet ouvert du lundi au samedi de 9 h 30 à 12 h 45 et de 14 h à 18 h.

### Dessertes
Charbonnières-les-Bains est desservie par des trams trains du réseau TER Auvergne-Rhône-Alpes (ligne Lyon - Sain-Bel).